# Skuffe
I direkte form er en skuffe primært en beholder, oftest kasseformet, til at skyde ind i et beslag i et møbel.
I betydningen som en beholder bruges skuffe også til at benævne skovlen på en skraldebil, gravemaskine eller tilsvarende maskine.
I overført betydning bruges skuffe også eksempelvis i Dirichlets skuffeprincip og skuffeselskab som er selskaber der eksempelvis oprettes for at lovliggøre handler, men ikke i øvrigt er aktive.
| Møbler og inventar | Spire Denne artikel om møbler og inventar er en spire som bør udbygges. Du er velkommen til at hjælpe Wikipedia ved at udvide den. |